# Łebiński II
Łebiński II (Lebinski, Lebiński, Lembinski, Sykała-Lebinski) – kaszubski herb szlachecki.

## Opis herbu
Herb znany był przynajmniej w czterech wariantach. Opisy z wykorzystaniem klasycznych zasad blazonowania:
Łebiński II (Lebinski, Lebiński, Lembinski, Sykała-Lebinski): W polu u głowicy dwie gwiazdy, pomiędzy którymi dwie strzały na opak, przebijające półksiężyc. Barwy nieznane. Klejnot: nad hełmem w koronie półksiężyc mający na rogach po gwieździe. Labry nieznanej barwy.
Łebiński II a (Wotko): Pole czerwone, półksiężyc z twarzą, gwiazdy ponad strzałami. W klejnocie samo godło. Labry o wierzchu czerwonym.
Łebiński II b (Lebinski): W polu czerwonym półksiężyc złoty mający na każdym rogu po takiejż gwieździe; na nim po dwie lilie naturalne (strzały?) złote w wachlarz. W klejnocie nad hełmem w koronie trzy pióra strusie, złote między czerwonymi.
Łebiński II c: W polu półksiężyc z gwiazdą na każdym rogu, przeszyty dwoma strzałami na opak z kulkami zamiast żeleźcy, lewa bez opierzenia. Nad tarczą korona szlachecka.

## Najwcześniejsze wzmianki
Wariantem, który pojawił się najwcześniej jest wariant II b. Odnotował go Jan Karol Dachnowski (Herbarz szlachty Prus Królewskich, redakcja z ok. 1714 roku, pod hasłem Lebinscy). Herb w wersji najbardziej rozpowszechnionej (II) znany z herbarza Ostrowskiego (Księga herbowa rodów polskich, 1879-1906), Adama Bonieckiego (Herbarz polski. T. 15, 1912) oraz Emiliana Szeligi-Żernickiego (Der polnische Adel, 1900, Die polnischen Stamwappen, 1906). Wariant II a był herbem Katarzyny Łebińskiej, córki Wojciecha Bogusława, opisano go w dokumencie z 1760. Wariant II c pochodzi z pieczęci Jana Łebińskiego, odciśniętej na jego liście z Wągrowca z połowy XVIII wieku.

## Rodzina Łebińskich
Herb używany był w gałęzi Łebińskich z przydomkiem Sykała. Wzmiankowani byli w latach 1569 (Jan Szykula), 1570 (Melchior Sikula w Wyszecinie, Albertus Martinus Sicula Bendergowski w Będargowie), 1622, 1623 (Jan Sykała Łebiński).

## Herbowni
Łebiński (Lebanski, Lebbinski, Lebienski, Lebinski, Lembinski, Lębinski, Libinski, Liebinski, Lubinski, Łembiński, Łębiński, błędnie Lebowski, Lewiński) z przydomkiem Sykała (Sykuła, Sikula, Sicula).
Feliks i Jakub Łebińscy przyłożyli w 1772 roku pieczęć z podstawową wersją herbu Szaława. Łebińscy z przydomkiem Holk używali herbu Łebiński. Herby Łebińskich innych przydomków nie są znane.